# 豊国村 (岡山県)
豊国村（とよくにそん）は、岡山県勝田郡にあった村。
現在の美作市上相、北山、下香山、豊国原、中尾、明見、吉、和田に当たる。
現在は美作インターチェンジがあり、中国自動車道を利用した場合に、美作市中心部への玄関口となる地域である。

## 沿革
- 1889年6月1日 - 町村制施行に伴い、勝南郡上相村、北山村、下香山村、豊国原村、中尾村、明見村、吉村、和田村が合併し、豊国村となる。大字北山に役場を置く。
- 1900年4月1日 - 勝南郡が勝北郡と合併し、勝田郡となる。
- 1953年4月1日 - 勝田郡湯郷町、英田郡林野町、豊田村、楢原村と合併、英田郡美作町となる。

## 地名の読み方
- 上相（かみや）
- 北山（きたやま）
- 下香山（しもかやま）
- 豊国原（とよくにはら）
- 中尾（なかお）
- 明見（みょうけん）
- 吉（よし）
- 和田（わだ）

## 現在の様子

### 郵便番号
- 707-0001 美作市上相
- 707-0002 美作市中尾
- 707-0003 美作市明見
- 707-0011 美作市和田
- 707-0012 （美作市田殿） → 粟広村
- 707-0013 美作市吉
- 707-0014 美作市北山
- 707-0015 美作市豊国原
- 707-0016 美作市下香山

### 教育
旧村内に現在教育機関なし

### 交通

#### 鉄道
- JR姫新線が通過するのみで駅はない

#### 道路

##### 高速道路
- 中国自動車道 ： 美作IC

##### 国道
- 国道179号

##### 県道
- 主要地方道
  - 岡山県道51号美作奈義線
- 一般県道
  - 岡山県道354号馬橋平福線

### 河川・山岳

#### 河川
- 梶並川
- 曽井川

#### 山岳
- 三星山

### 名所・旧跡・観光スポット・祭事・催事

#### 旧跡
- 三星城（明見）

### 寺院・神社

#### 寺院
- 光明寺

#### 神社
- 豊国神社
- 八幡神社

## 備考
豊国原は、古くは原村と呼ばれていた場所で、後に庄の名前を冠して豊国原村と呼ぶようになった。